# Путевые работы на железной дороге

Путевые работы на сортировочной станции Лоста

Путевы́е работы — комплекс взаимосвязанных операций, обеспечивающих постоянную надёжность пути и безопасность движения поездов с установленными скоростями и весовыми нормами.

## Классификация
Путевые работы делятся на:
- неотложные работы — замена остродефектного рельса, ликвидация уширения или сужения колеи, исправление пути на пучинах и производится сразу же после обнаружения неисправностей.
- планово-предупредительные работы — выполняются по плану, в котором указываются: место работы, объём, затраты труда, норма выработки, затраты материалов, потребность в машинах, механизмах и инструментах, сроки начала и окончания работ.

Планово-предупредительные работы производятся, как правило, машинным способом в технологические «окна», выделяемые в графике движения поездов. Потребная продолжительность технологического «окна» определяется расчётом, но не должна быть менее 100 минут.
К путевым работам, выполняемым как на эксплуатируемых участках пути, так и на строящихся дорогах, относятся:
- выправка пути в профиле
- регулировка и разгонка зазоров
- рихтовка пути
- перешивка пути
- одиночная смена элементов верхнего строения пути
- другие работы

## Выправка пути
Одной из основных и трудоёмких работ текущего содержания пути является выправка пути (исправление его в продольном профиле с уплотнением балласта под шпалами). Она выполняется на главных и станционных путях с помощью выправочно-подбивочно-рихтовочной машины и на стрелочных переводах с помощью машин ВПРС. Работы по выправке пути в продольном профиле и по уровню (в поперечном профиле) производятся при нарушении плавности движения поездов, при неплотном прилегании рельсов к подкладкам, подкладок к шпалам, шпал к балласту, при нарушениях взаимного расположения рельсовых нитей по уровню.
Выправка может быть:
- неотложной
- планово-предупредительной

Работы по планово-предупредительной выправке пути и стрелочных переводов разделяются на:
- подготовительные
- основные
- заключительные

В комплекс подготовительных работ входят:
- регулировка зазоров между торцами рельсов
- уборка засорителей с поверхности балластной призмы
- подкрепление клеммных, закладных и стыковых болтов
- добивка костылей
- замена дефектных рельсов и деталей скреплений, негодных шпал и брусьев
- зачистка заусенцев на шпалах
- очистка или замена загрязнённого балласта в местах выплесков

К основным работам относятся:
- снятие регулировочных прокладок
- подъёмка рельсо-шпальной решётки
- подбивка шпал

Заключительные работы это:
- перешивка пути (отжатие стяжным прибором нерихтовочной рельсовой нити для установки ширины колеи, соответствующей нормам)
- оправка балластной призмы
- уборка заменённых материалов верхнего строения пути

При раздельном типе промежуточных рельсовых скреплений, допускающем регулировку положения рельсов по высоте, выправка пути производится с помощью регулировочных прокладок из кордонита (специальной пластмассы) или древесины толщиной 3, 5, 7 и 9 мм. Общая толщина прокладок под рельсом должна быть не более 14 мм. При подготовке пути к зиме все регулировочные прокладки должны быть изъяты и путь выправлен подбивкой шпал и переводных брусьев на стрелочных переводах.

## Рихтовка пути
Другой важной и трудоёмкой работой является рихтовка пути — перемещение по балласту, поперёк пути, одновременно всей рельсо-шпальной решётки. Рихтовка производится при нарушениях направления пути или изменениях плавности кривизны в кривых различных радиусов. Рихтовка со сдвижкой пути до 2 см производится также после тщательного уплотнения балласта под шпалами подбивочными средствами, разгонки (увеличения) зазоров между торцами рельсов, смены шпал. На бесстыковом пути наибольшему расстройству в плане подвержены уравнительные пролёты, концевые участки рельсовых плетей, а также криволинейные участки. Рихтовка бесстыкового пути имеет существенные особенности, которые заключаются в том, что изменение длины рельсовых плетей во время рихтовки происходит лишь за счёт их растяжения или сжатия. При больших повышениях температуры рельсов по сравнению с температурой во время их начального закрепления на шпалах возникает опасность потери устойчивости — выброса пути во время его рихтовки, так как сопротивление боковым смещениям путевой решётки значительно снижается. Рихтовку бесстыкового пути целесообразно делать при температуре рельсовых плетей, равной температуре во время их закрепления или близкой к ней, а также вслед за разрядкой температурных напряжений. При текущем содержании пути с применением машин рихтовка производится в основном сглаживанием отдельных неровностей, а криволинейные или прямые участки пути, ось которых на значительном протяжении не совпадает с проектным положением, рихтуют по точному методу, то есть после измерения стрел прогиба по хордам длиной 20 метров и постановки пути в проектное положение.
Эти работы ведут в три этапа:
- измерение температуры рельсов
- рихтовка пути машиной во время «окна»
- проверка состояния пути в плане и профиле по колее, междупутью и устранение обнаруженных отклонений

## Перешивка пути
Если выявленные отклонения колеи превышают установленные допуски, делается перешивка пути (регулировка ширины колеи) в определённой последовательности. Сначала измеряют колею, зачищают заусенцы на шпалах и антисептируют эти места. Затем одну рельсовую нить расшивают, антисептируют отверстия для костылей, ставят пластинки-закрепители в каждое отверстие и зашивают костылями по шаблону. Если колея нарушается из-за разработки шурупных отверстий в шпалах, то перешивку пути выполняют со снятием подкладок и заменой шпал. При клеммно-болтовом скреплении бесстыкового пути с рельсами Р65 на железобетонных шпалах колея не регулируется, а с рельсами Р50 регулировка производится путём перемещения подошв рельсов по опорной поверхности металлической подкладки, имеющей вертикальную ось, расположенную несимметрично относительно оси рельса. Это позволяет регулировать ширину колеи до 6 мм.

## Смена отдельных элементов пути
Смена отдельных элементов верхнего строения пути на эксплуатируемых участках, например смена деревянных или железобетонных шпал, рельсов, стыковых накладок, металлических подкладок, производится немеханизированным способом. На строящихся дорогах работы по одиночной смене элементов верхнего строения пути выполняются в минимальных объёмах, так как на подготовленную балластную призму укладывается новая путевая решётка, изготовленная на производственных базах индустриальными методами. Особенно трудоёмки смена железобетонных шпал и одиночная смена рельсов. Предназначенный к укладке рельс размещают внутри колеи на расстоянии 500 мм от боковой грани головки рельса, подлежащего замене. Рельс прикрепляют костылями не менее чем в двух местах и, кроме того, по концам. Торцы подготовленного рельса закрепляют башмаками. При укладке на железобетонных шпалах подвезённый рельс размещают в их пониженной средней части и закрепляют на деревянных коротышах, заведённых в шпальные ящики. До начала смены рельса на деревянных шпалах опробуют стыковые болты и ставят на них дополнительные шайбы, выдёргивают один из двух основных костылей с внутренней стороны рельса; снимают второй и пятый болты в стыках и противоугоны.
Смену рельса проводят в такой последовательности:
- снимают стыковые болты
- расшивают рельс
- выкантовывают его наружу колеи
- надвигают новый рельс
- ставят накладки
- устанавливают стыковые соединители
- охватывают стыки четырьмя болтами
- пришивают рельс двумя костылями через шпалу по шаблону
- забивают остальные костыли без шаблона
- устанавливают противоугоны
- пополняют число болтов в стыках до нормы
- убирают старые рельсы

При раздельном скреплении рельсов:
- сначала очищают скрепления от грязи
- устанавливают дополнительные шайбы
- смазывают стыковые болты
- если применяются шестидырные накладки, то, кроме того, снимают по одному среднему болту на стыкующихся концах подлежащего смене рельса и примыкающих к нему рельсов
- опробуют и смазывают клеммные болты.

Далее выполняют основные работы:
- у подготовленного к укладке рельса, лежащего внутри колеи, выдёргивают костыли
- снимают клеммы с болтами на стыковых шпалах
- снимают болты и демонтируют стыки
- отвинчивают гайки клеммных болтов и снимают клеммы с болтами
- сдвигают сменяемый рельс на концы шпал и убирают его на обочину
- обметают подкладки и поправляют прокладки
- надвигают новый рельс
- устанавливают накладки и соединяют их четырьмя стыковыми болтами
- приваривают рельсовые соединители для обеспечения надёжной электрической проводимости рельсов
- устанавливают клеммы с болтами
- завинчивают гайки клеммных болтов

По окончании основных работ проверяют размер колеи и планируют балластную призму.